# Plaza Rivadavia
La Plaza Rivadavia se encuentra ubicada en la ciudad de La Plata, Provincia de Buenos Aires, República Argentina. Está ubicada entre las calles 1, 2, 51 y 53.
Junto a Plaza San Martín y Plaza Italia, fue una de las primeras que se crearon en la ciudad (además de la Plaza Iraola de Tolosa, que ya existía desde antes de fundarse la ciudad).
Su primera denominación fue "Plaza de la Policía", en referencia al edificio del Departamento de Policía que se encuentra sobre calle 2 (Actual Ministerio de Seguridad). Por una ordenanza municipal del 24 de septiembre de 1901, tomó el nombre de Plaza Rivadavia.
Durante los primeros años de vida de la ciudad, esta plaza se llenaba de gente de la alta sociedad platense que a falta de lugares para entretenerse, concurría a este espacio durante las noches de verano a escuchar los conciertos ofrecidos allí por la banda de música de la policía.
Sobre la avenida 1 se encontraba el arco de entrada al Paseo del Bosque, obra del ingeniero Pedro Benoit, quien hizo una copia a menor escala del que existía en el Teatro de la Opera de París. Este monumento construido en 1884, no servía solo como ingreso al bosque sino que también era la puerta de entrada a la ciudad por parte de quienes venían desde el puerto por avenida 52. En 1911 fue demolido para erigir allí un monumento a Sarmiento a 100 años de su nacimiento, pero dicho monumento nunca se realizó.
En vez del monumento a Sarmiento, el 11 de junio de 1955 se levantó allí el Monumento al Almirante Brown, obra de Nicasio Fernández Mar. El mismo consta de una columna circular de granito rojo de única pieza, extraída de las canteras de Sierra Chica; la misma mide 1,70 m de diámetro y 8,30 m de altura. En su parte superior tiene una figura de bronce del almirante Brown, de 4 m de altura. La base es una fuente circular de granito rojo, de la cual surgen ocho grifos de bronce (los cuales fueron robados).
En el centro de la plaza está el monumento de mármol a Bernardino Rivadavia, encargado por decreto del 28 de julio de 1886. Esta obra del escultor Pietro Costa, fue colocada en su actual ubicación el 18 de abril de 1909. También existe sobre calle 2 un monumento a los policías caídos en servicio, construida por Carlos Buttin en bronce y cemento.
Es muy rica la vegetación de este espacio verde, la cual fue realizada por los vecinos desde 1901. Algunos de los árboles que pueden verse son palmeras (Phoenix canariensis, Phoenix dactylifera, Washingtonia filifera, Washingtonia robusta, Syargus romanzoffiana), coníferas (Cedrus deodara, Pinus roxburghii, Araucaria angustifolia, Araucaria bidwillii) y otros árboles (Ginkgo biloba, Peltophorum dubium, Ficus luschnathiana, Aesculus hippocastanum), etc.

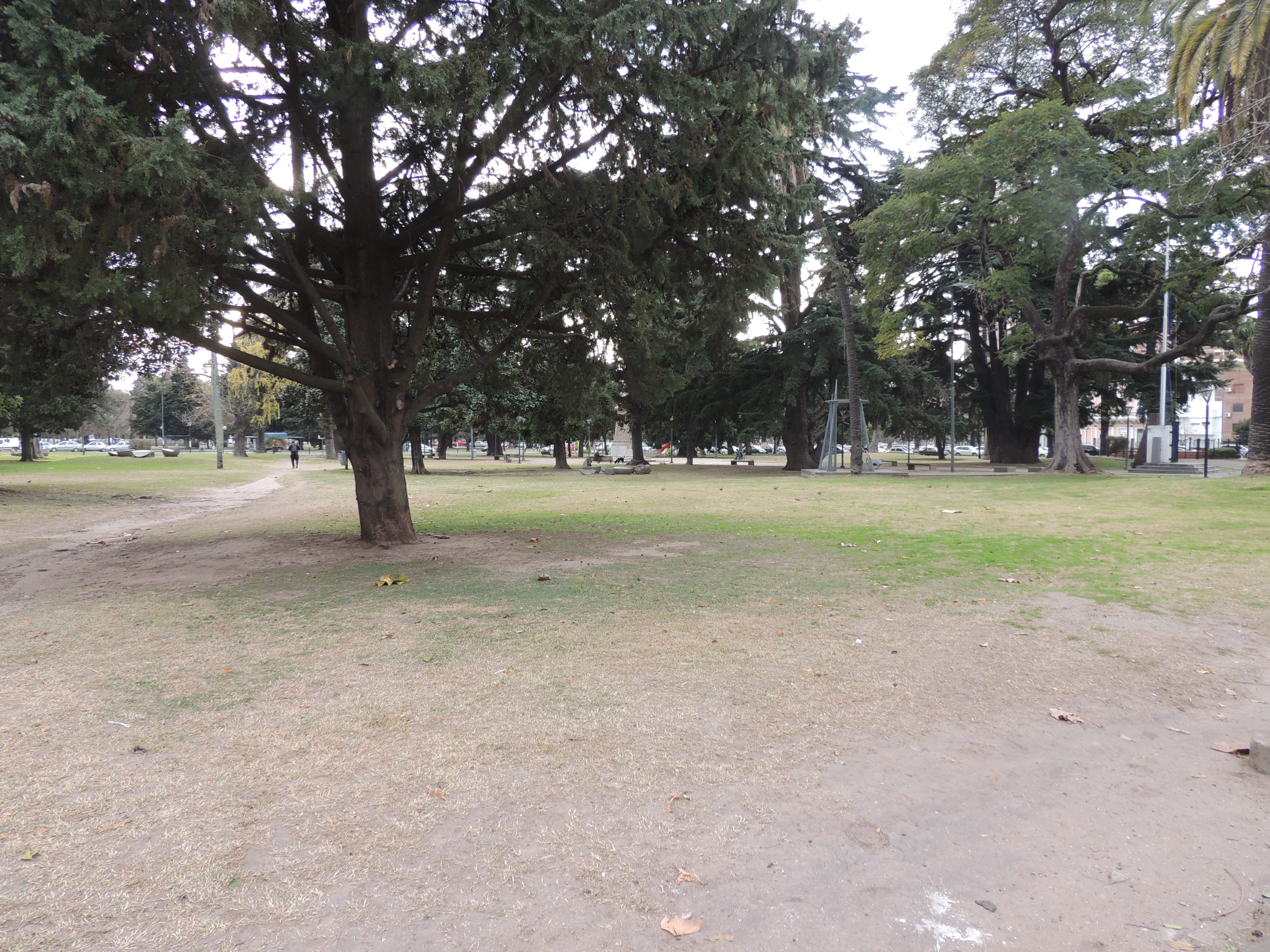
Plaza Rivadavia

A los lados de Plaza Rivadavia existen dos plazoletas: Sobre avenida 51 está la plazoleta República de Siria (frente al Instituto Médico Platense) y sobre avenida 53 se encuentra la plazoleta República del Líbano (frente a la casa Curutchet).

## Enlaces relacionados
- Plazas de La Plata
- La Plata